# Papillon (film 1973)
Papillon è un film del 1973 diretto da Franklin J. Schaffner, con Steve McQueen e Dustin Hoffman. Il film è basato sul romanzo omonimo di Henri Charrière.
Poiché è stato girato in luoghi remoti, il film era piuttosto costoso per l'epoca (13,5 milioni di dollari), ma ha guadagnato più del doppio al primo anno di uscita. Il film ha incassato 53 267 000 dollari al botteghino.

## Trama
(Papillon)
Henri Charrière, un francese detto "Papillon" per via di una farfalla che porta tatuata sul torace, viene condannato all'ergastolo per un omicidio che non ha commesso. La sua esperienza, vissuta in quello che al tempo era probabilmente il peggior sistema carcerario del mondo, ossia la colonia penale dell'isola del Diavolo nella Guyana francese, sarà costellata da infruttuosi tentativi di fuga, che gli costeranno anni di isolamento, e da strette relazioni con altri detenuti, tra i quali il falsario Louis Dega, ma sarà accompagnata costantemente dal suo desiderio di libertà che, in età ormai avanzata, lo spingerà a tentare un'impresa apparentemente impossibile.

## Produzione
Il film è stato girato in Giamaica e i carcerati presenti nella scena della decapitazione del condannato sono in realtà dei giamaicani di origine tedesca.

### Ispirazione letteraria
Il soggetto del film è tratto dal romanzo autobiografico di Henri Charrière pubblicato nel 1969 con enorme successo. Il romanzo scatenò anche diverse polemiche circa la veridicità delle esperienze di vita carceraria nelle colonie penali della Guyana francese. La critica mise in dubbio l'autenticità dei fatti raccontati da Charrière a causa delle incongruenze e dei paradossi riscontrati nella narrazione. Testimoni dell'epoca invece confermarono i metodi efferati utilizzati dal sistema giudiziario dell'epoca.

## Colonna sonora
Jerry Goldsmith, frequente collaboratore del regista Schaffner (con cui aveva realizzato le musiche, tra gli altri, anche di Il pianeta delle scimmie, nel 1968, e di Patton, generale d'acciaio, nel 1970) si è fatto carico del sofisticato e ricco commento musicale sinfonico di questa pellicola registrato in Italia/Roma dall'orchestra "Unione Musicisti Roma" presso lo studio Ortophonic. Sia il regista, sia il musicista hanno condiviso, innanzitutto, la convinzione che la musica cinematografica debba essere utilizzata con contributi parsimoniosi, destinando il commento musicale solo a quelle sequenze in cui esso può sottolineare aspetti psicologici o narrativi non del tutto evidenti nelle sequenze filmiche. In Papillon questa filosofia è particolarmente evidente: su una pellicola di due ore e mezzo di durata, si ascoltano poco più di 40 minuti di musica. Le composizioni di Goldsmith, caratterizzate da uno stile sinfonico tardo romantico e impressionistico (con un'impostazione che può richiamare, per certi aspetti, l'arte di Debussy), non prive di digressioni nell'atonalismo e soffuse di una dosata timbrica esotica (mediante uso di strumentazioni musicali del folclore caraibico), si distribuiscono soprattutto nella seconda metà della pellicola, e generalmente appaiono nelle scene fuori dal carcere, durante i vari tentativi di fuga del protagonista.
Goldsmith utilizza inoltre, per le parti meno aspre del suo lavoro, un delicato approccio melodico, dominato da un tema conduttore molto orecchiabile, esposto in forma di valzer, spesso affidato alla fisarmonica, strumento che istintivamente richiama l'origine francese dei protagonisti. Il tema, divenuto celebre all'epoca dell'uscita del film, ha ottenuto numerose variazioni e riesecuzioni, pubblicate in molte edizioni discografiche, in alcuni casi anche in versione cantata.
Il resto della partitura sinfonica è stato prodotto su vinile già nel 1973, e successivamente ristampato nel corso degli anni, fino a una recente edizione prodotta su CD dalla Universal Records francese, che contiene per la prima volta la versione integrale della partitura (e quindi con l'aggiunta di circa cinque minuti di brani inediti). La versione del dvd in lingua inglese consente inoltre di ascoltare la musica di Goldsmith su traccia audio isolata.

## Remake
Nel 2017 è stato realizzato un remake intitolato sempre Papillon, diretto da Michael Noer e interpretato da Charlie Hunnam e Rami Malek.

## Influenza nella cultura di massa
- Il film ispirò, qualche tempo dopo, una parodia, Farfallon (1974), interpretata da Franco Franchi e Ciccio Ingrassia, per la regia di Riccardo Pazzaglia.